# Myoxanthus hystrix
Myoxanthus hystrix är en orkidéart som först beskrevs av Heinrich Gustav Reichenbach, och fick sitt nu gällande namn av Carlyle August Luer. Myoxanthus hystrix ingår i släktet Myoxanthus och familjen orkidéer. Inga underarter finns listade i Catalogue of Life.